# Сире-сюр-Везуз
Сире́-сюр-Везу́з (фр. Cirey-sur-Vezouze) — коммуна во французском департаменте Мёрт и Мозель региона Лотарингия. Является центром одноимённого кантона.	

## География

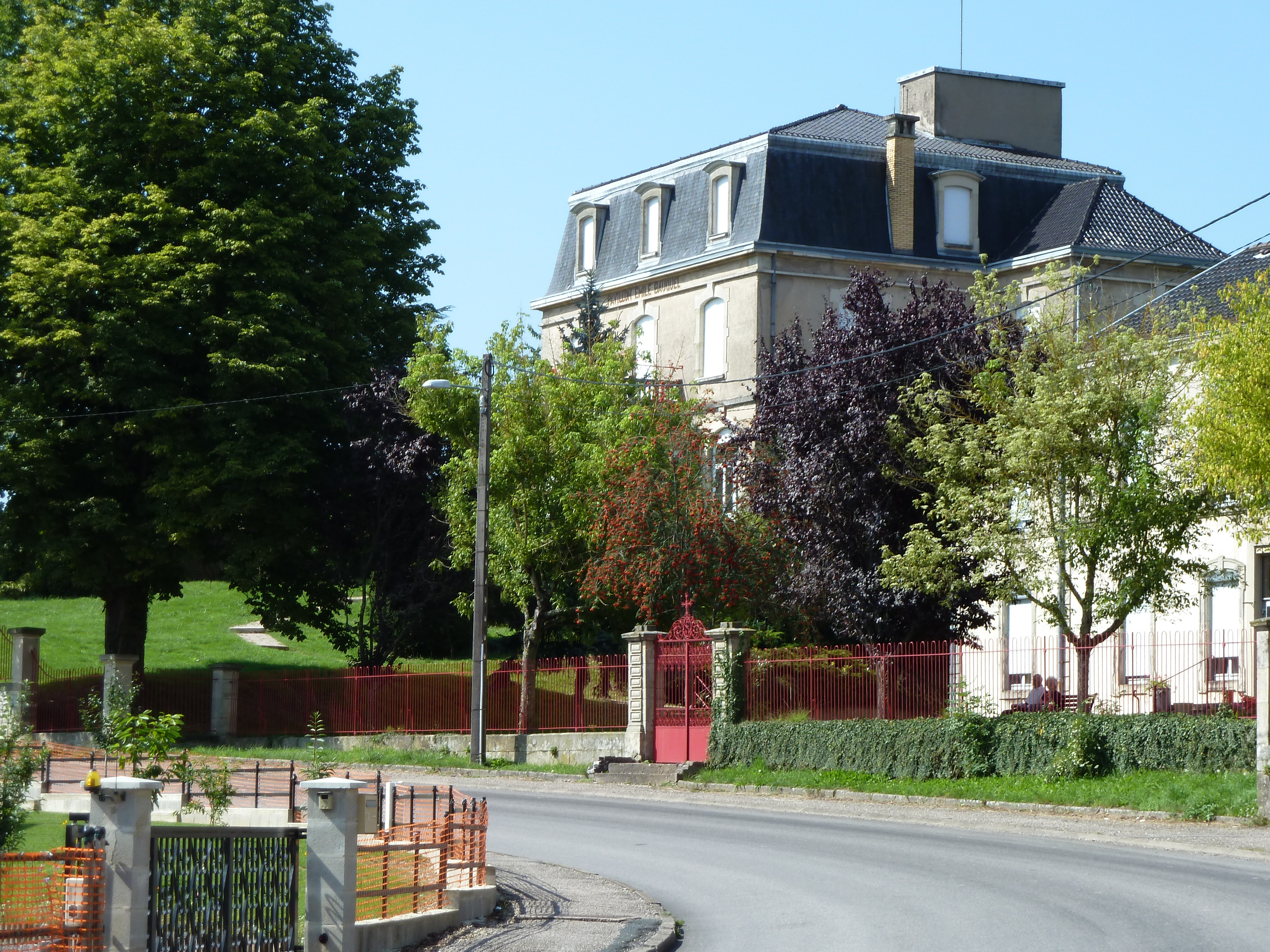
Госпиталь в Сире-сюр-Везуз. Дом Эмиля Бокеля.

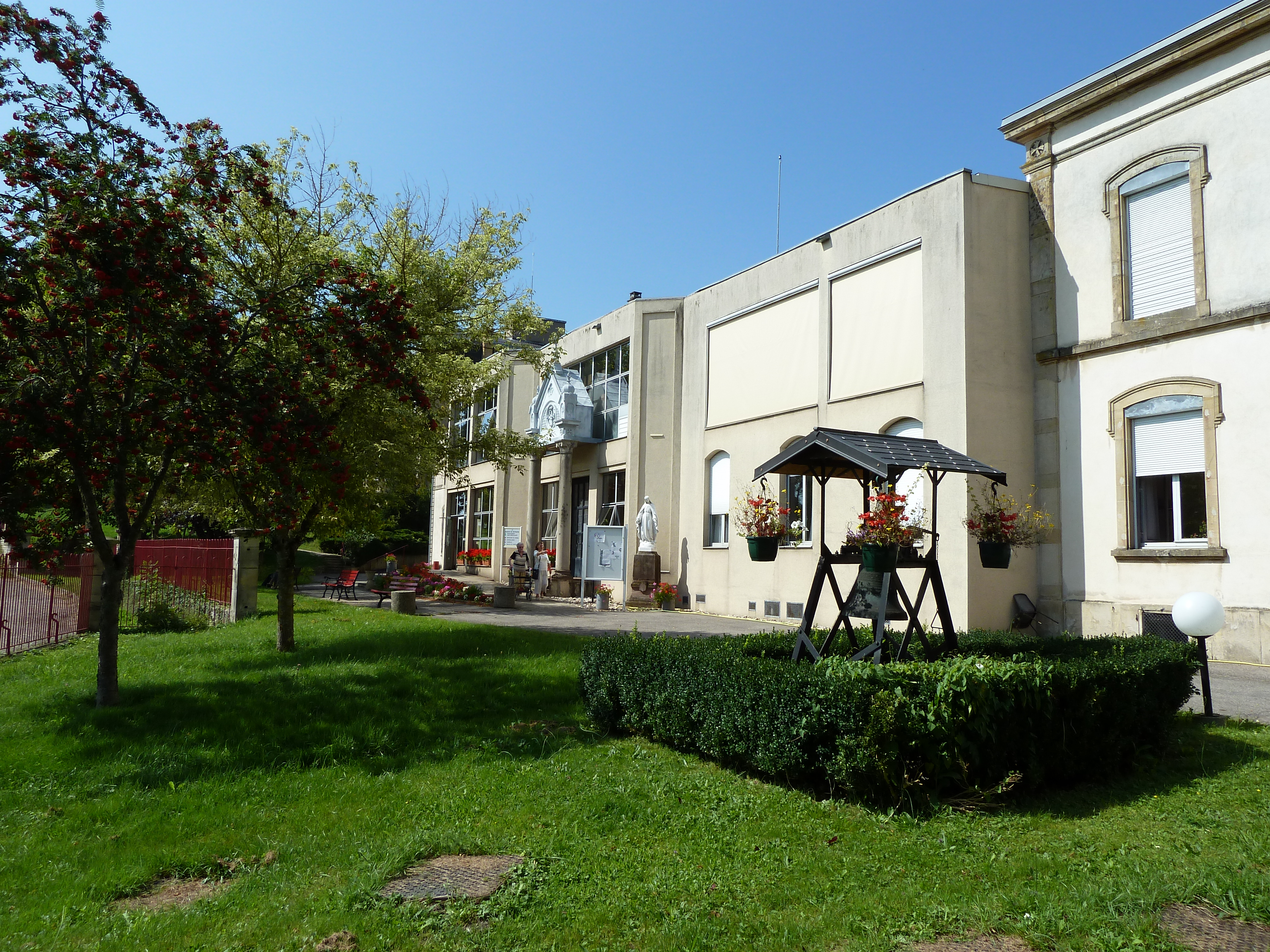
Дом престарелых.

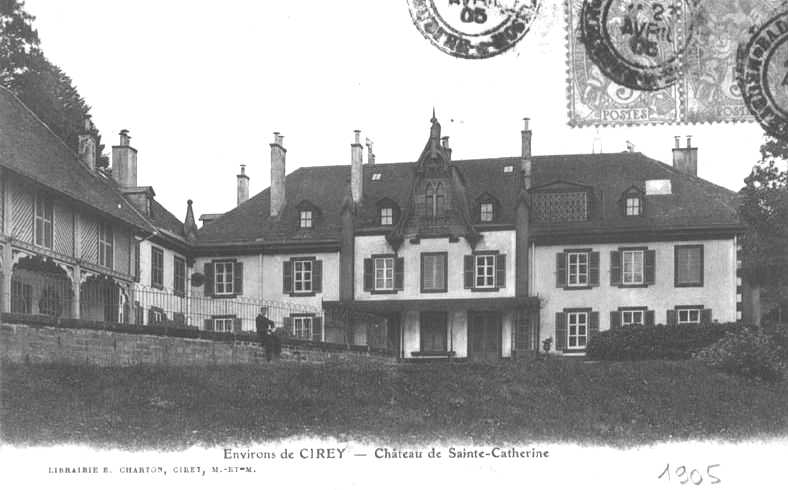
Замок Сент-Катрин в окрестностях Сире-сюр-Везуз.

Сире-сюр-Везуз	расположен в 60 км к востоку от Нанси у подножия самой высокой горы северных Вогез Донона. Стоит на реке Везуза. Соседние коммуны: Танконвиль на севере, Бертрамбуа на северо-востоке, Валь-э-Шатийон на юго-востоке, Арбуе на западе, Фремонвиль на северо-западе.

## История
- На территории города находятся следы галло-романской культуры.
- С VII века город был феодом епископата Туля, в 1286 году перешёл в епископат Меца.
- В 1140—1789 годах в Сире-сюр-Везуз находилось центральное аббатство цистерцианцев.
- В 1552 году был присоединён к Франции.
- В 1798—1855 годах в городе находилось фаянсовая мануфактура Жозефа Пакотта, а с 1801 года была организована стекольная мануфактура.
- Во время Первой мировой войны 1914—1918 годах был оккупирован Германией.

## Демография
Население коммуны на 2010 год составляло 1733 человека.
| 1962 | 1968 | 1975 | 1982 | 1990 | 1999 | 2010 |
| ---- | ---- | ---- | ---- | ---- | ---- | ---- |
| 2500 | 2375 | 2279 | 2049 | 1989 | 1788 | 1733 |

## Известные уроженцы
- Шарль Плюме (фр. Charles Plumet, 1861—1928) — французский архитектор и декоратор, художник-керамист.